# Полііт Андрій Анатолійович
Андрій Анатолійович Полііт (30 жовтня 1969, м.Кіровоград — 25 липня 2015) — український політик. Народний депутат України.

## Освіта
Здобув освіту в Кіровоградському кібернетико-тех. коледжі (2001), економіст-фінансист; Нац. ун-т внутр. справ, економіст; Кіровогр. держ. пед. ун-т ім. В. Винниченка, учитель історії та правознавства основної і старшої школи.

## Кар'єра
Народний депутат України 4 склик. 04.2002-05.2006 від КПУ, № 34 в списку. На час виборів: помічник-консультант народного депутата України, член КПУ. Член фракції комуністів (з 05.2002), голова підкомітету з питань соціального становлення молоді Комітету з питань молодіжної політики, фізичної культури, спорту і туризму (з 06.2002).
- 1988 — електромонтер ливарного цеху № 6, Кіровогр. з-д «Червона зірка».
- 1988—1995 — пожежник професійної пожежної охорони, Кіровогр. ливарний з-д.
- 1995—1998 — 1-й секретар, Кіровогр. МК Комуніст. спілки молоді.
- 1998—2002 — помічник-консультант народного депутата України.
- 1998—2001 — голова Кіровогр. ОК молодіжних організацій.
- З 2000 — 1-й секретар ЦК Ленінської комуністичної спілки молоді України.
- З 2001 — член правл. Укр. нац. ком-ту молодіжних організацій.